# 東北特殊鋼
東北特殊鋼株式会社（とうほくとくしゅこう、英: Tohoku Steel Co.,Ltd.）は、宮城県柴田郡村田町に本社を置く、特殊鋼の製造、加工、販売を行う企業である。大同特殊鋼（愛知県名古屋市）の関連会社である。東北大学工学部および同金属材料研究所のほか、本多光太郎が協力・支援し設立された。
1997年9月19日、本社工場跡地に関連会社である東特エステートサービスによって建設されたショッピングセンターを、西友が賃借した上で、ザ・モール仙台長町が開業している。

## 沿革
- 1937年（昭和12年）4月 - 宮城県仙台市で会社設立。
- 1939年（昭和14年）9月 - 仙台市長町字八幡前1番地に仙台工場を起工。
- 1961年（昭和36年）10月 - 東京証券取引所市場第二部に上場。
- 1971年（昭和46年）4月 - キリンサービス（現：東特興業）を設立。
- 1978年（昭和53年）7月 - 東京証券取引所市場第二部上場廃止。日本証券業協会より店頭管理銘柄に指定される。
- 1986年（昭和61年）5月 - 土浦工場を新設。
- 1987年（昭和62年）7月 - 児玉工業所（現：東特エステートサービス）を譲受。
- 1990年（平成2年）5月 - 宮城県村田工業団地へ本社工場を移転。
- 1992年（平成4年）
  - 2月 - 西友と旧長町工場用地の再開発事業に関し、基本協定を締結。
  - 4月 - 本社を現在地に変更。
- 1997年（平成9年）
  - 6月 - 東特エステートサービス、不動産賃貸事業開始。
  - 9月 - 日本証券業協会に株式を店頭登録（後のJASDAQ）。
- 2004年（平成16年）12月 - 店頭登録を取消。ジャスダック証券取引所に株式を上場。
- 2006年（平成18年）2月 - 土浦市の東筑波新治工業団地へ土浦工場を移転。
- 2010年（平成22年）4月 - ジャスダック証券取引所と大阪証券取引所の合併に伴い、大阪証券取引所JASDAQに上場。
- 2011年（平成23年）5月 - タイにTOHOKU Manufacturing (Thailand) Co., Ltd.を設立[5]。
- 2013年（平成25年）7月 - 大阪証券取引所と東京証券取引所の合併に伴い、東京証券取引所JASDAQ（スタンダード）に上場。
- 2022年（令和4年）4月 - 東京証券取引所の市場区分の見直しにより、東京証券取引所スタンダード市場に移行。

## 事業所
- 本社・本社工場（宮城県柴田郡村田町）
- 土浦工場（茨城県土浦市）

## 連結子会社
- 東特エステートサービス株式会社
- 東特興業株式会社
- TOHOKU Manufacturing (Thailand) Co., Ltd.
- TOHOKU STEEL INDIA PRIVATE LIMITED